# A Criança
A Criança (em francês L'enfant) é um filme belga dos irmãos Jean-Pierre e Luc Dardenne, estreado em 2005, tendo vencido no mesmo ano a Palma de Ouro do Festival de Cannes.

## Sinopse
Nos subúrbios de Liège, na Bélgica, um jovem casal, Bruno de 20 anos e Sonia de 18 anos, sobrevivem do subsídio de desemprego de Sonia e dos roubos insignificantes que Bruno e a sua gangue fazem. Nesta precária situação, Sonia dá à luz a Jimmy, filho de ambos. Bruno, um pai imaturo e despreocupado, demonstra pouco interesse por esta criança até que recebe uma oferta monetária pela sua venda no mercado negro da adoção.

## Elenco
- Jérémie Renier... Bruno
- Déborah François... Sonia
- Jérémie Ségard... Steve
- Olivier Gourmet... o polícia civil
- Fabrizio Rongione... jovem bandido

## Prémios
- Palma de Ouro no Festival de Cannes de 2005.
- Prémios Joseph Plateau 2005, Melhor filme, Melhor realizador belga, Melhor cenário, Melhor Ator para Jérémie Renier, Melhor Atriz para Déborah François.